# 181
181（一百八十一）是180與182之間的自然數。

## 在數學中
- 第42個質數。前一個為179、下一個為191。
  - 第13對孿生質數，為（179、 181）。
  - 回文素数
  - 星狀質數
  - 此數字雖然是自然質數，但不是高斯質數。前一個有此性質的自然質數是173、下一個是193。（OEIS數列A002313）

其第一象限之高斯質數的整数分解為{\displaystyle \left(10+9i\right)\times \left(10-9i\right)}。
- 第85個十进制的等數位數。前一個為179、下一個為183。
- 第10個中心正方形數
- 六角星數